# Saint-Ouen-de-Pontcheuil
Saint-Ouen-de-Pontcheuil is een gemeente in het Franse departement Eure (regio Normandië) en telt 98 inwoners (2009). De plaats maakt deel uit van het arrondissement Bernay.

## Geografie
De oppervlakte van Saint-Ouen-de-Pontcheuil bedraagt 1,2 km², de bevolkingsdichtheid is dus 81,7 inwoners per km².
De onderstaande kaart toont de ligging van Saint-Ouen-de-Pontcheuil met de belangrijkste infrastructuur en aangrenzende gemeenten.

## Demografie
Onderstaande figuur toont het verloop van het inwonertal (bron: INSEE-tellingen).